# Do mõ
Do mõ (danh pháp khoa học: Trichosanthes villosa) là một loài thực vật có hoa trong họ Cucurbitaceae. Loài này được Blume miêu tả khoa học đầu tiên năm 1826.